# Gasherbrum

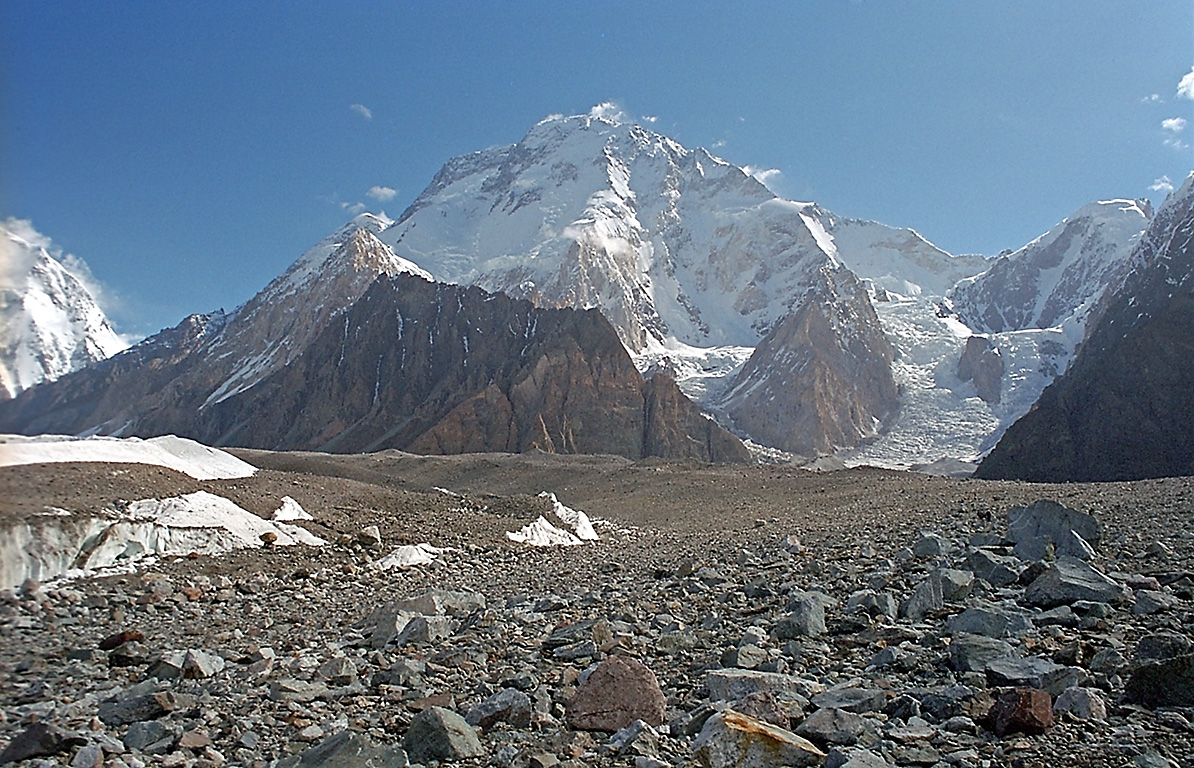
Broad Peak

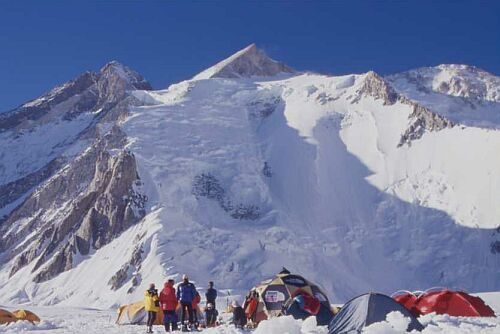
Gasherbrum II

Gasherbrum é um remoto conjunto de picos, situado na extremidade nordeste da geleira de Baltoro, na extensão do Karakoram, no Himalaia. Este grupo contém três das quatorze montanhas com mais de 8.000 metros, as mais elevadas do mundo. Gasherbrum significa a parede brilhante na língua local.
| Pico           | metros | pés    | Latitude (N) | Longitude (E) |
| -------------- | ------ | ------ | ------------ | ------------- |
| Gasherbrum I   | 8,068  | 26,470 | 35°43′       | 76°42′        |
| Broad Peak     | 8,047  | 26,400 | 35°48′35″    | 76°34′25″     |
| Gasherbrum II  | 8,035  | 26,360 | 35°45′       | 76°39′        |
| Gasherbrum III | 7,952  | 26,089 | 35°44′       | 76°38′        |
| Gasherbrum IV  | 7,925  | 26,001 | 35°44′       | 76°35′        |

Em 1856, T.G. Montgomery avistou um grupo de picos elevados no Karakoram, que estavam a mais de 200 quilômetros de distância. Nomeou cinco destes picos, sendo K1, K2, K3, K4 e K5, onde o K tem origem em Karakoram. Hoje, K1 é conhecido como Masherbrum, K3 como o Broad Peak, K4 como o Gasherbrum II e K5 como o Gasherbrum I. Somente o K2, a segunda montanha mais alta no mundo, manteve o nome original imposto por Montgomery.